# Грэй, Гарри Баркус
Гарри Баркус Грэй (англ. Harry Barkus Gray; род. 14 ноября 1935, Woodburn, Кентукки[…]) — американский учёный-химик. Труды по неорганической химии, биохимии, биофизике. Известен как исследователь скоростей биохимических реакций, в том числе химии переноса электронов. Удостоен Национальной научной медали США (1986), лауреат премии Вольфа (2004), других отличий.
Бакалавр колледжа Западного Кентукки (1957). Доктор философии Северо-Западного университета (1960). С 1965 года профессор в Калифорнийском технологическом институте, с 1981 года именной профессор (Arnold O. Beckman Professor) химии.
В 2011 году 25-й наиболее цитируемый из ныне живущих химиков (индекс Хирша > 100).
Является членом и иностранным членом следующих институций
- Национальная академия наук США (1971)[8]
- Датская королевская академия наук (1974)
- Американская академия искусств и наук (1979)[9]
- Шведская королевская академия наук (1997)
- Американское философское общество (2000)[10]
- Лондонского королевского общества (2000)[11]
- Национальная академия деи Линчеи (2008)

## Награды и отличия
- Стипендия Гуггенхайма (1972)[12]
- Премия столетия (1984)
- Национальная научная медаль США (1986)
- Медаль Пристли (1991)
- Премия Уилларда Гиббса (1992)
- Премия Харви (2000)
- Премия НАН США по химическим наукам[англ.] (2003)
- Медаль Бенджамина Франклина (2004)
- Премия Вольфа по химии (2004)
- Мемориальные лекции Вейцмана (2009)
- Премия Уэлча по химии[англ.] (2009)
- Лекции 3M (2010)
- Золотая медаль Отмера[англ.] (2013)
- Feynman Teaching Prize (2018)
- Медаль Ф. А. Коттона[нем.] (2018)
- ACS Nobel Laureate Signature Award (2019)